# Jaguar S-Type
A Jaguar S-Type egy családi autónál nagyobb kivitelű személyautó, melyet a Jaguar Cars autógyártó gyártott 1999 és 2008 között az angliai Birminghamben. A modellcsalád az 1963-as S-Type újabb változata. A modellcsalád kisebb ráncfelvarráson esett át 2005-ben.
A Jaguar S-Type Birmingham Castle Bromwich nevű városrészében készült a Jaguar autógyár üzemében. Tervezője Geoff Lawson 1995-ben tervezte. Az első S-Type modellek (az "X200"-asok 1999–2002) U alakú középkonzollal kerültek forgalomba, majd a későbbiekben választható érintőképernyős navigációs rendszerrel voltak felszerelve 2003-tól kezdve. A hagyományos ugró jaguárt ábrázoló motorház díszítés választható elem volt, amely baleseteknél letört az EU és az amerikai biztonsági szabályoknak megfelelően.

## Változatai
| Modell                                                              | 2.5 V6 (Executive)                  | 2.5 V6 (Executive)                  | V6 Diesel (Classic/Executive)       | V6 Diesel (Classic/Executive)       | 3.0 V6 (Executive)                  | 3.0 V6 (Executive)                  | V8 (Executive)                      | V8 S/C (S-TYPE R)                   |
| ------------------------------------------------------------------- | ----------------------------------- | ----------------------------------- | ----------------------------------- | ----------------------------------- | ----------------------------------- | ----------------------------------- | ----------------------------------- | ----------------------------------- |
| Motor típusa Hengerek száma                                         | V6- benzin                          | V6- benzin                          | V6 twinturbo diesel                 | V6 twinturbo diesel                 | V6- benzin                          | V6- benzin                          | V8-benzin                           | V8-benzines kompresszoros           |
| Lökettérfogat                                                       | 2,497 cc                            | 2,497 cc                            | 2,720 cc                            | 2,720 cc                            | 2,967 cc                            | 2,967 cc                            | 4,196 cc                            | 4,196 cc                            |
| Teljesítmény                                                        | 147 kW (200 PS; 197 hp) @ 6,800 rpm | 147 kW (200 PS; 197 hp) @ 6,800 rpm | 152 kW (207 PS; 204 hp) @ 4,000 rpm | 152 kW (207 PS; 204 hp) @ 4,000 rpm | 175 kW (238 PS; 235 hp) @ 6,800 rpm | 175 kW (238 PS; 235 hp) @ 6,800 rpm | 219 kW (298 PS; 294 hp) @ 6,000 rpm | 291 kW (396 PS; 390 hp) @ 6,100 rpm |
| max. forgatónyomaték                                                | 245 N·m @ 4,000 rpm                 | 245 N·m @ 4,000 rpm                 | 435 N·m @ 1,900 rpm                 | 435 N·m @ 1,900 rpm                 | 293 N·m @ 4,100 rpm                 | 293 N·m @ 4,100 rpm                 | 411 N·m @ 4,100 rpm                 | 541 N·m @ 3,500 rpm                 |
| Végsebesség                                                         | 228 km/h                            | 225 km/h                            | 230 km/h                            | 227 km/h                            | 235 km/h                            | 233 km/h                            | 250 km/h (governed)                 | 250 km/h (governed)                 |
| 0–100 km/h 0-62 mph                                                 | 8.6                                 | 9.9                                 | 8.5                                 | 8.6                                 | 7.6                                 | 7.9                                 | 6.5                                 | 5.6                                 |
| Átvitel                                                             | 5-sebességes kézi                   | 6-sebességes automata               | 6-sebességes kézi                   | 6-sebességes automata               | 5-sebességes kézi                   | 6-sebességes automata               | 6-sebességes automata               | 6-sebességes automata               |
| Fogyasztás (Az EK direktívájának megfelelően számítva) l/100 km-ben | 9.5 L/100 km                        | 10.3 L/100 km                       | 6.8 L/100 km                        | 7.8 L/100 km                        | 10.3 L/100 km                       | 10.8 L/100 km                       | 11.5 L/100 km                       | 12.4 L/100 km                       |
| A gyártó adatai szerint, 2007 március                               |                                     |                                     |                                     |                                     |                                     |                                     |                                     |                                     |

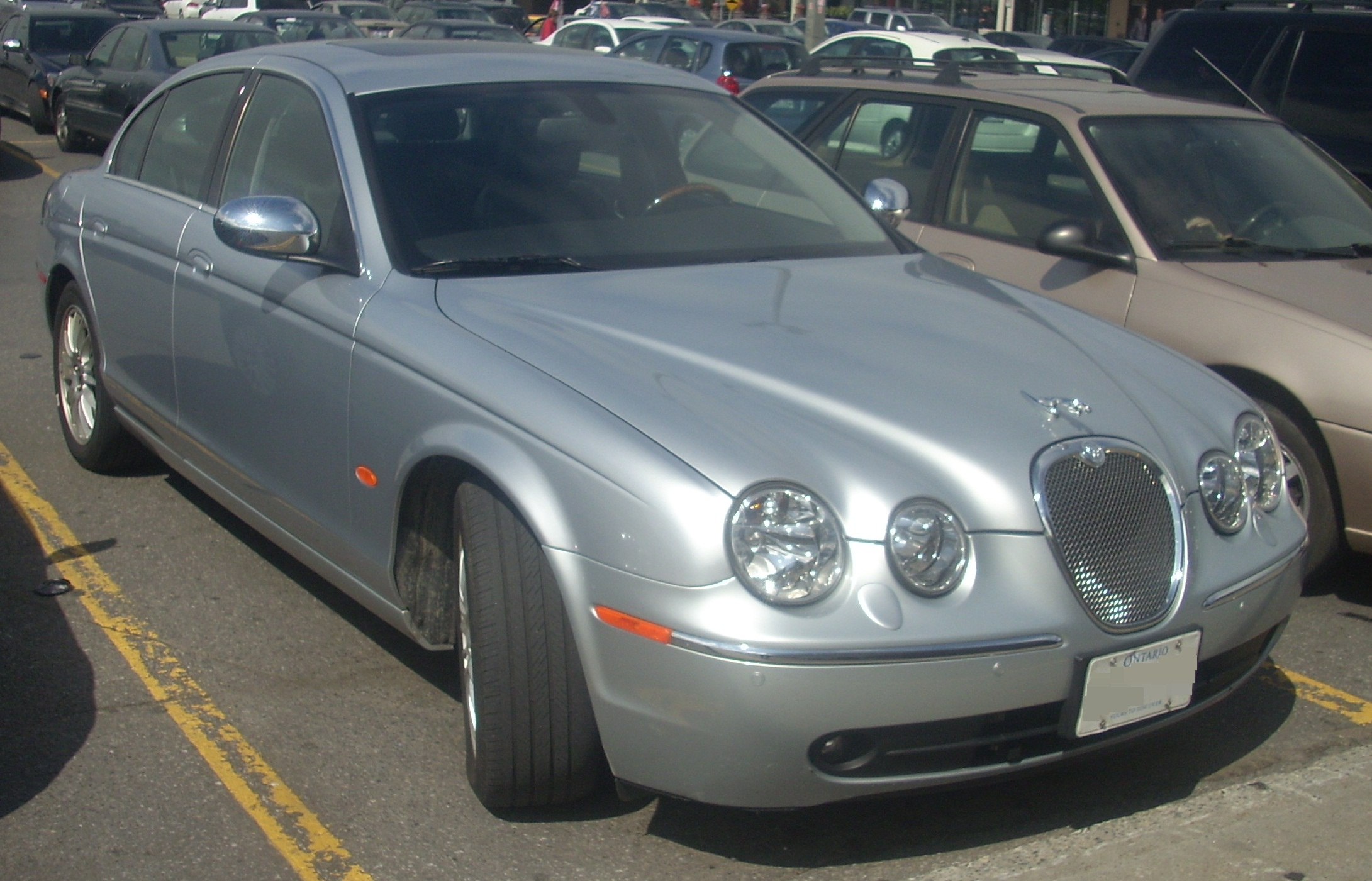
2006-08 Jaguar S-Type (Észak-amerika)
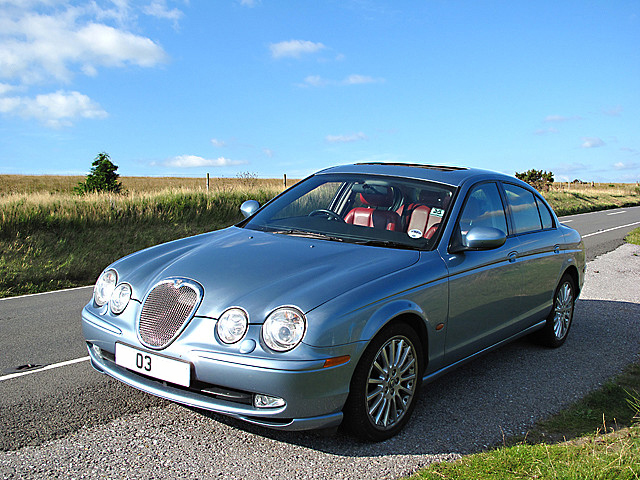
2003 Jaguar S-Type Sport Plus (Egyesült Királyság)

## Fordítás
Ez a szócikk részben vagy egészben  a   Jaguar S-Type című angol Wikipédia-szócikk ezen változatának fordításán alapul.  Az eredeti cikk szerkesztőit annak laptörténete sorolja fel. Ez a jelzés csupán a megfogalmazás eredetét és a szerzői jogokat jelzi, nem szolgál a cikkben szereplő információk forrásmegjelöléseként.